# Тимьян кальмиусский
Тимья́н ка́льмиусский (лат. Thýmus kalmiússicus) — полукустарниковое растение; вид рода Тимьян семейства Яснотковые.

## Охранный статус
Реликтовый эндемичный вид.
Встречается вдоль берегов реки Кальмиуса и на горном массиве Агармыш возле города Старый Крым.
Занесён в Красную книгу Украины. Охраняется в заповедном урочище Кирсаново (Тельмановский район Донецкой области) и памятнике природы общегосударственного значения Агармышский лес. Выращивается в Донецком ботаническом саду.

## Описание вида
Полукустарник. Высота растения составляет от 2,5 до 10 сантиметров.
Побеги древеснеющие.
Листья узколинейно-эллиптической формы. С двух сторон листья густо опушены короткими волосками.
Цветёт в июле. Цветоносные ветви прямостоящие. Соцветия — густая кисть. Венчик ярко-сиреневого цвета.
Размножается семенами. Плодоносит в августе.
Имеет почвоохранное значение.
Эфиромасличное растение.